# Naturschutzgebiet Volbachtal
Das Naturschutzgebiet Volbachtal erstreckt sich in den Stadtteilen Herkenrath und Moitzfeld von Bergisch Gladbach sowie im Stadtteil Immekeppel von Overath. Auf seinem Weg aus dem Quellgebiet im oberen Volbachtal durchläuft der Bach die Bereiche Volbach, Volbacher Mühle, Grube Berzelius, Wulfshof, Grube Apfel, Juck und Külheimer Mühle.

## Vegetation
Der obere Volbach wird von mehreren naturnahen Quellbächen gespeist, die in tief eingeschnittenen Siefen mit älteren Buchenwaldbeständen verlaufen. Die in südlicher Richtung im Bereich der Volbacher Mühle sowie bei Juck im sogenannten Freudental breitere Bachaue ist mit einem reichhaltigen Biotopkomplex ausgestattet. Es besteht aus Feucht- und Nasswiesen mit Hochstaudenfluren, Weiden sowie Erlenwäldern. Hier gibt es Vorkommen von gefährdeten und seltenen Orchideenarten. Im gesamten Volbachtal befinden sich verschiedene Quellaustritte, Kleingewässer, Tümpel und mehrere Teichgewässer, die für Amphibien und viele Insektenarten einen wichtigen Lebensraum bieten.
Die Schutzausweisung erfolgte zur Erhaltung und Entwicklung des langen und relativ ungestörten Bachtalsystems mit kleinen Auwäldern und ausgedehnten Nass- und Feuchtgrünlandflächen.

## Bergbau
Zu Beginn des 19. Jahrhunderts wurde es technisch möglich, Zinkerz in hochwertiges Metall zu verwandeln. Als Folge davon entstand im gesamten Bensberger Erzrevier in der Mitte des 19. Jahrhunderts ein wahrer Zinkrausch. Ein größeres Pingenfeld von altem Bergbau im nördlichen Teil eines Grubenfelds der Grube Apfel war für die Prospektoren der Fingerzeig auf eine Erzlagerstätte. In der Folgezeit wurde das gesamte Volbachtal mit Bergbau überzogen. Neben der Grube Apfel sind noch die Grube Georg Forster und die Grube Berzelius zu erwähnen, die hier großflächig ihre Spuren hinterlassen haben.